# Mine de Toquepala
 (mars 2025).
La mine de Toquepala est une mine à ciel ouvert de cuivre située dans la région de Jorge Basadre au Pérou.
L'exploitation de la mine de Toquepala est assurée par la société Southern Peru Copper Corporation. Avec la mine de Cuajone et la raffinerie d'Ilo, la mine de Toquepala est l'un des trois établissements de cette entreprise au sud du Pérou. La mine produit principalement du cuivre et à moindre échelle du molybdène et du zinc. Le site est relié à la côte pacifique et au port d'Ilo par une voie ferrée.